# 反捲比賴蘚
反捲比賴蘚（学名：Brotherella recurvans）为錦蘚科比賴蘚屬下的一个种。

## 扩展阅读
- 維基物種上的相關：反捲比賴蘚